# Taxeotis stereospila
Taxeotis stereospila är en fjärilsart som beskrevs av Edward Meyrick 1890. Taxeotis stereospila ingår i släktet Taxeotis och familjen mätare. Inga underarter finns listade i Catalogue of Life.

## Bildgalleri

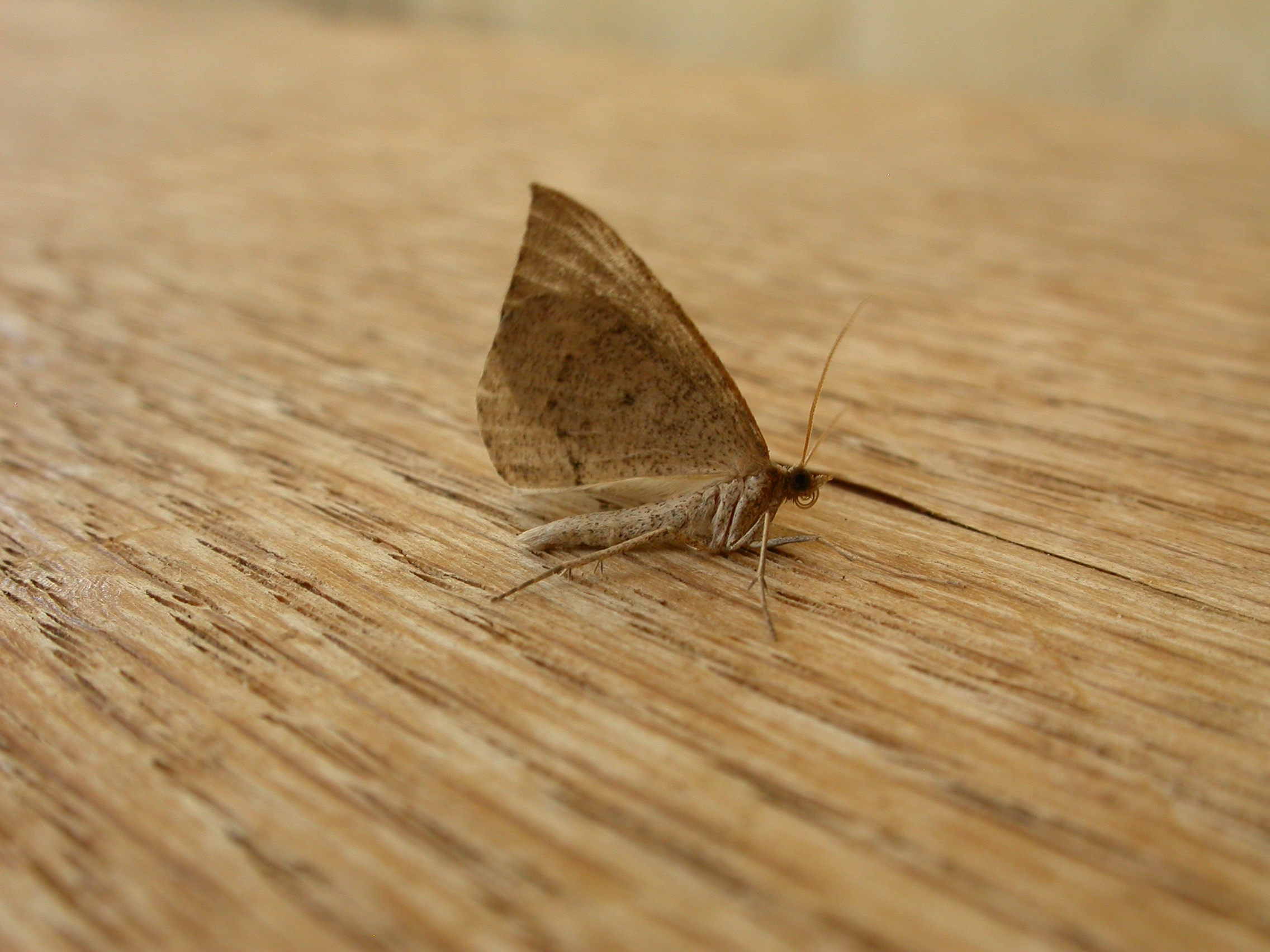
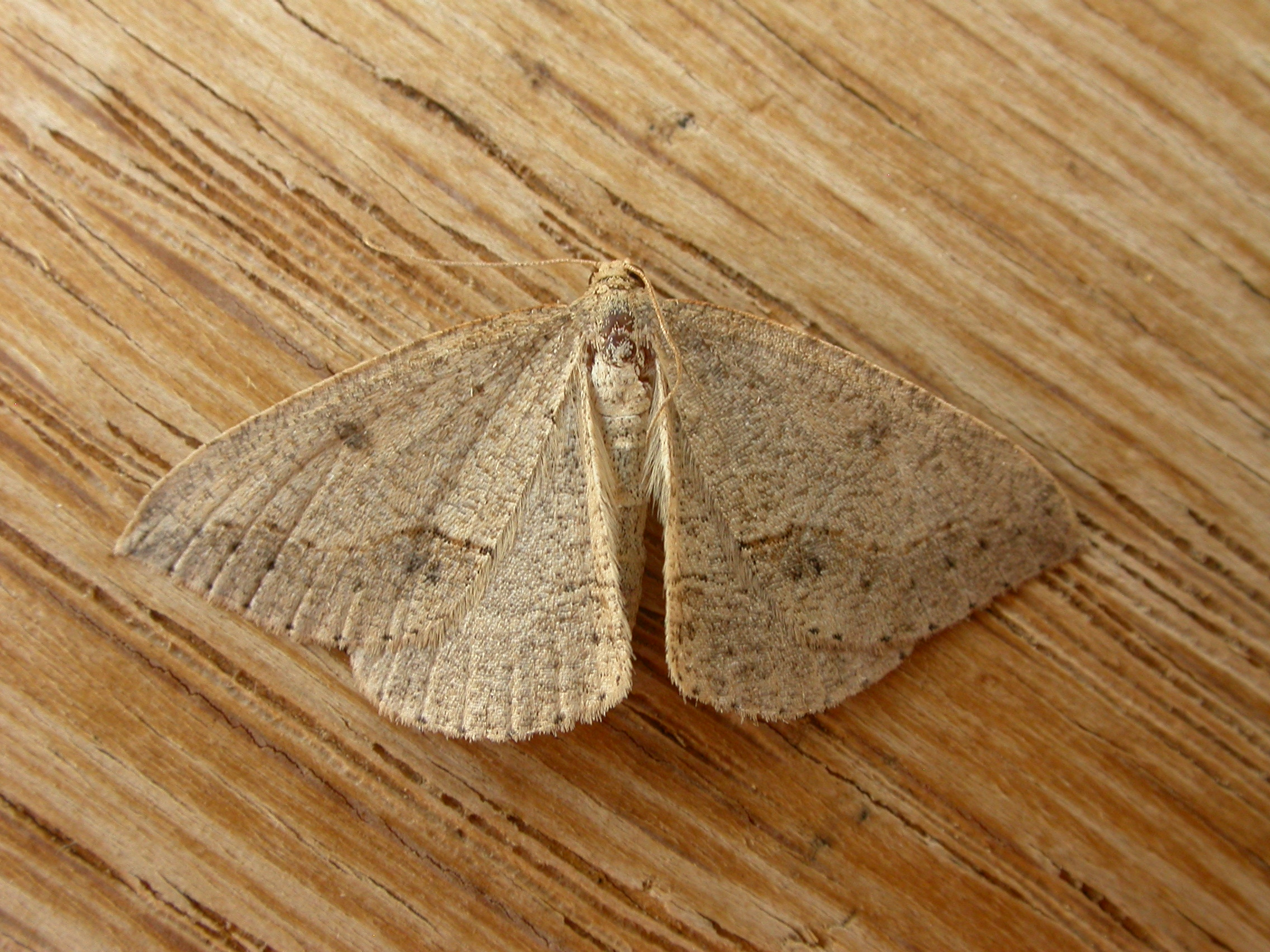
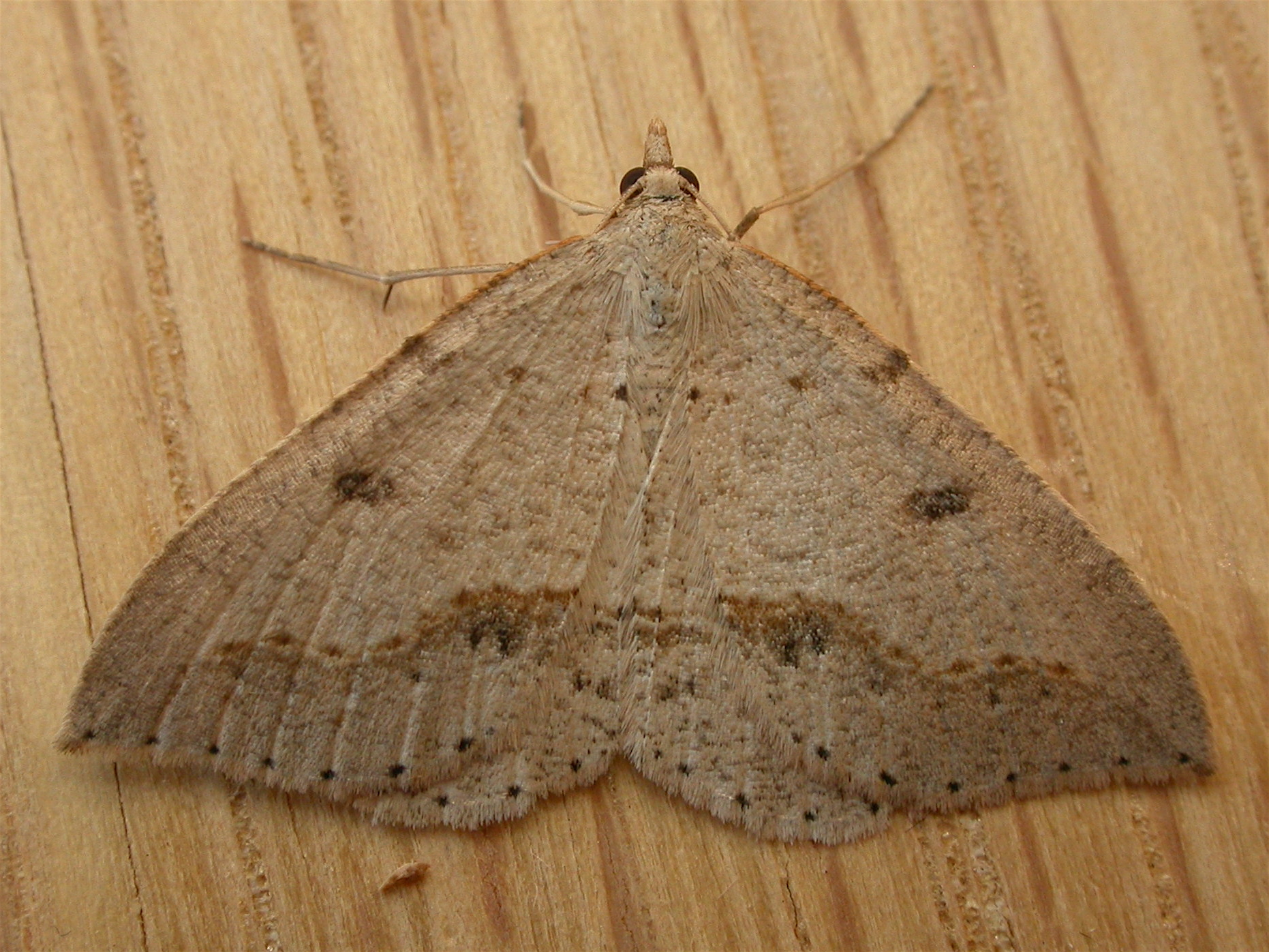